# Малондиальдегид

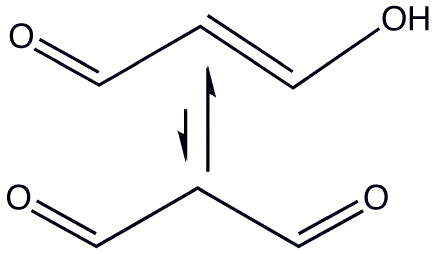
Равновесная смесь малондиальдегида в форме енола (сверху) и альдегида.

Малондиальдегид, малоновый диальдегид (MDA) — альдегид с формулой CH2(CHO)2. Возникает в организме при деградации полиненасыщенных жиров активными формами кислорода, служит маркером перекисного окисления жиров (в том числе и при действии излучения) и оксидативного стресса.
Показано, что MDA способен реагировать с ДНК, образуя ДНК-аддукты, в первую очередь мутагенный M1G.
MDA, наряду с другими «тиобарбитурореактивными веществами» (англ. thiobarbituric reactive substances, TBARS), вступает в реакцию с тиобарбитуровой кислотой, образуя красный флуоресцентный состав, что позволяет проводить приблизительный спектроморфометрический анализ содержания MDA. Более селективный реагент - 1-метил-2-фенилиндол.

## Роль в медицине
Содержание MDA повышено в роговице при кератоконусе и буллёзной кератопатии, по данным одного исследования.
В одной работе сообщается о повышенных уровнях MDA в посмертных образцах мозга лиц, длительно потреблявших метамфетамин. Есть данные о повышении уровней MDA при диабете.